# Bureau des archives du Ministère japonais des affaires étrangères

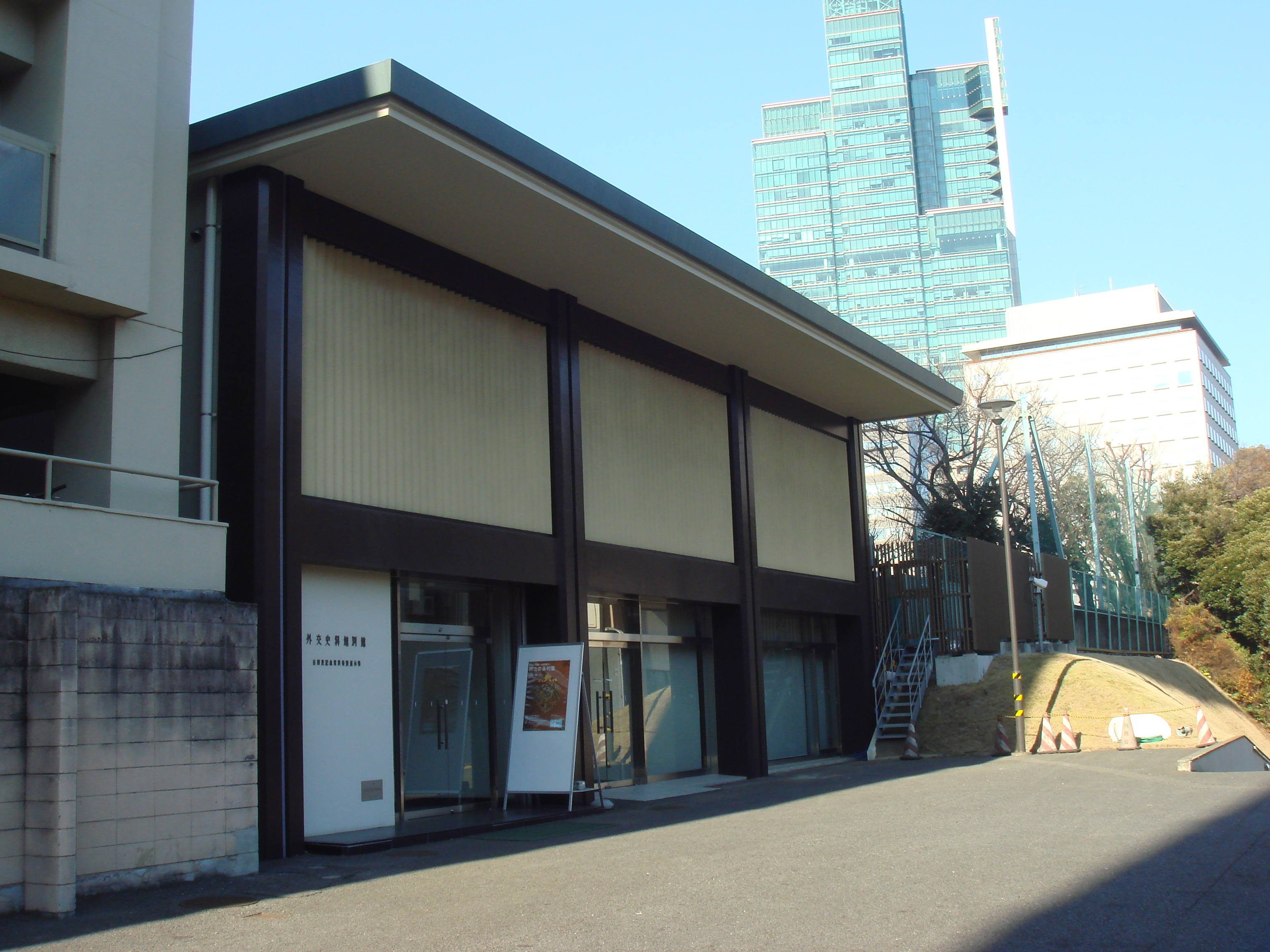
Bureau des archives du Ministère japonais des affaires étrangères

Le bureau des archives du Ministère japonais des affaires étrangères (外務省外交史料館, Gaimushō Gaikō Shiryōkan) à Tokyo, Japon, est le bureau du Ministère japonais des Affaires étrangères responsable de l'archivage des documents diplomatiques du Japon,. 
Une salle d'exposition près du bâtiment des archives (別館展示室) dans laquelle sont régulièrement organisées des présentations est ouverte  gratuitement à la visite.

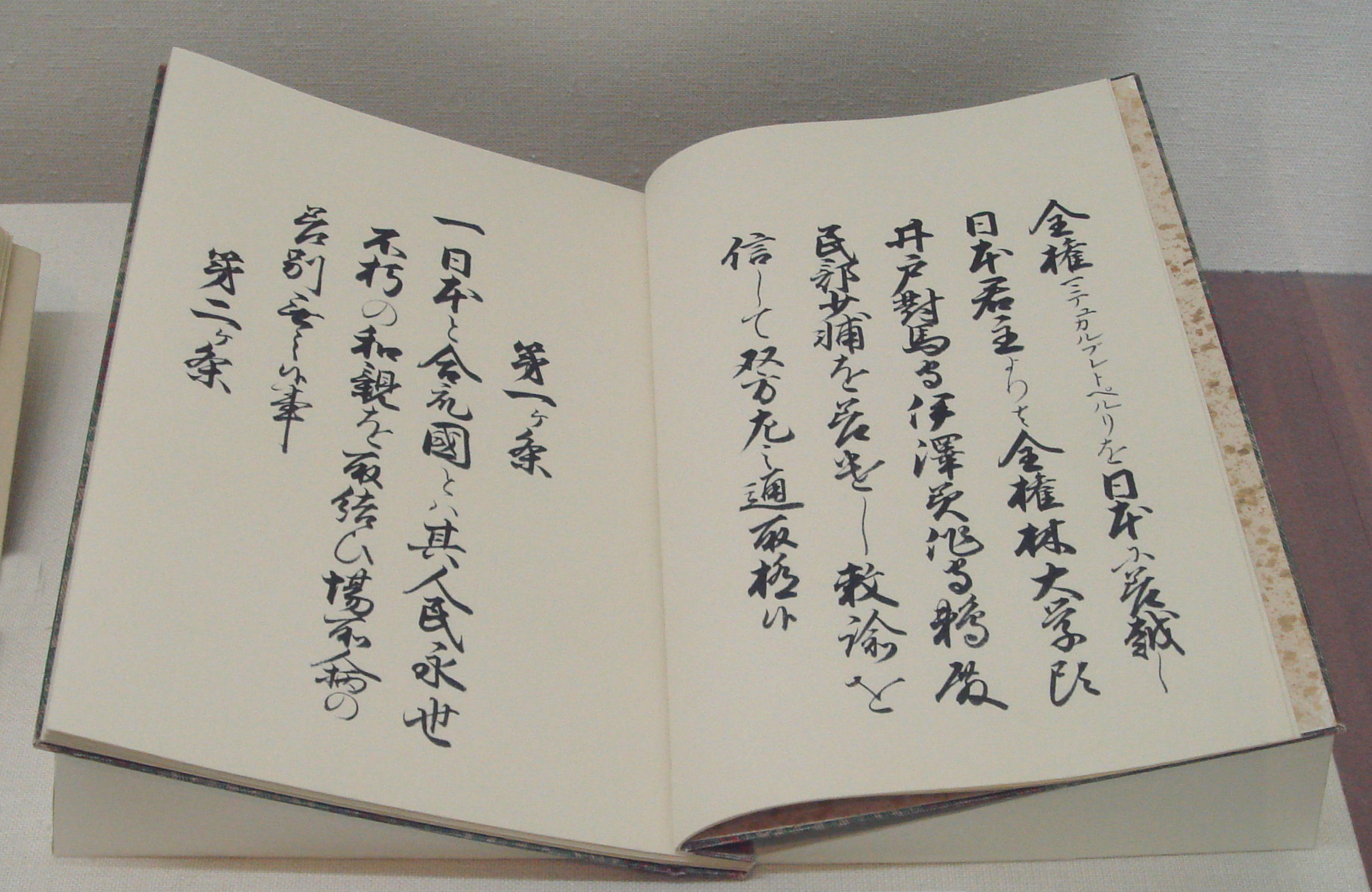
Ratification du Traité de paix et d'amitié nippo-américain, 21 février 1855.
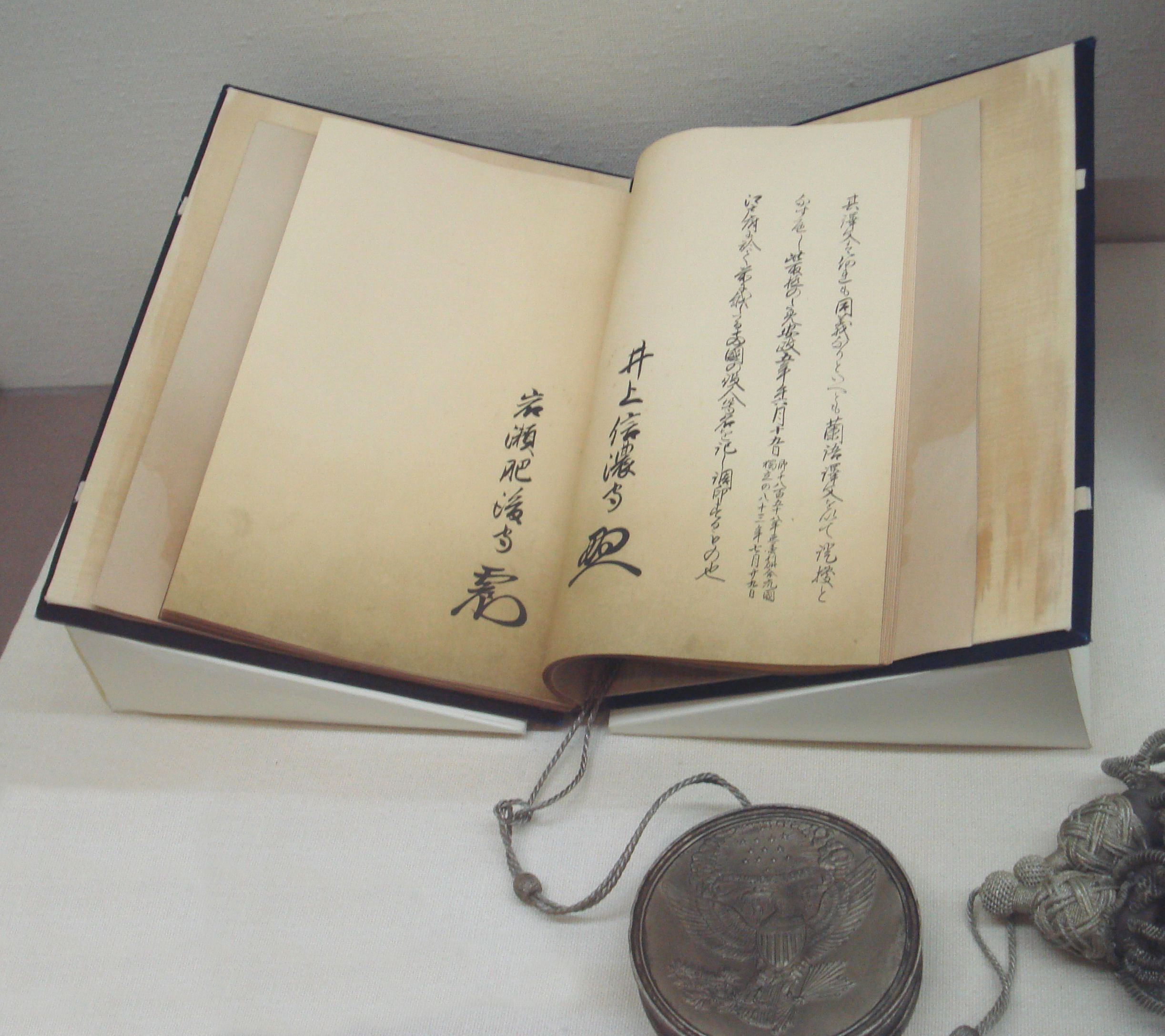
Traité d'amitié et de commerce entre le Japon et les États-Unis, 29 juillet 1858.
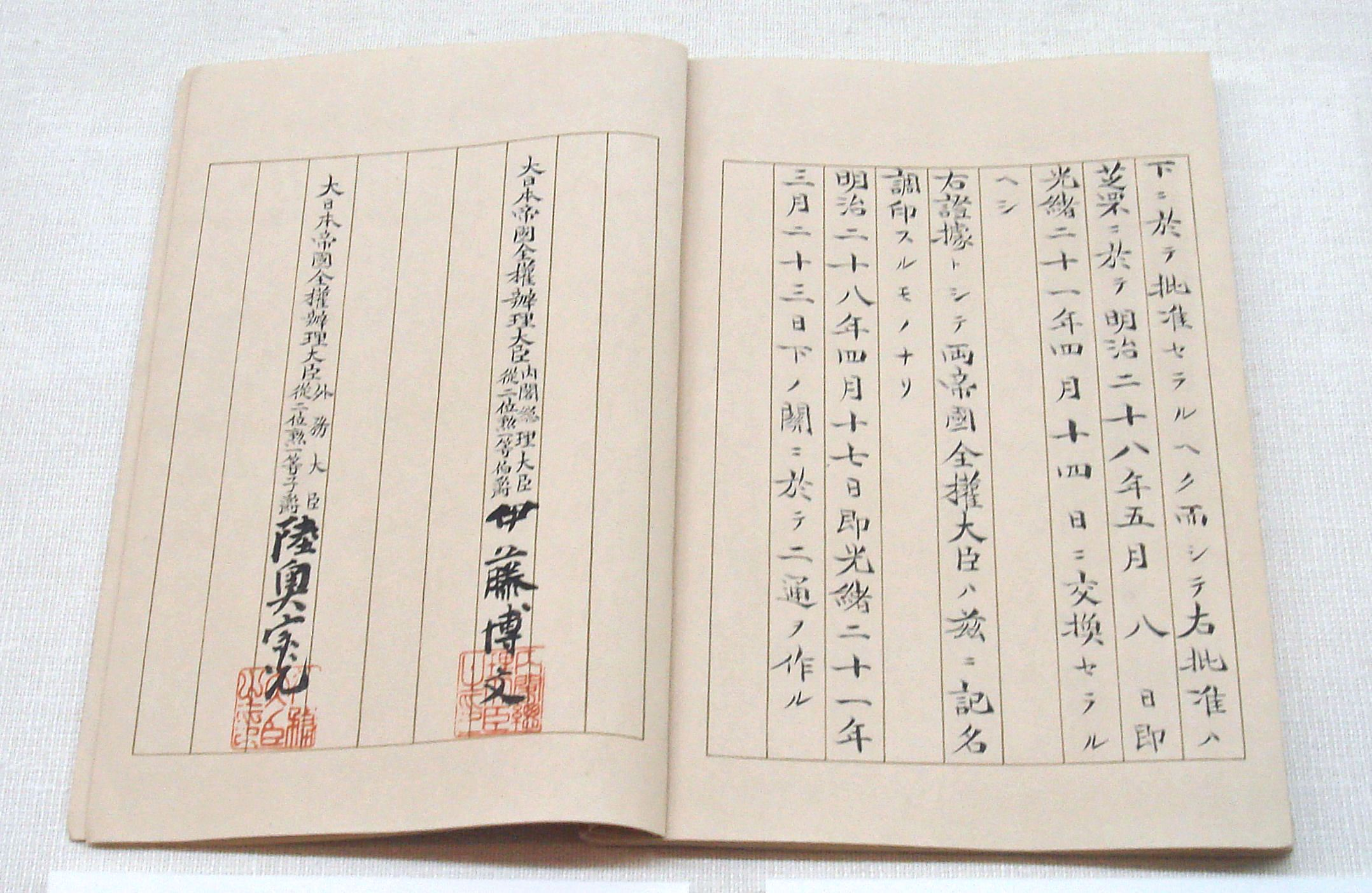
Traité de paix sino-japonais, 17 avril 1895.
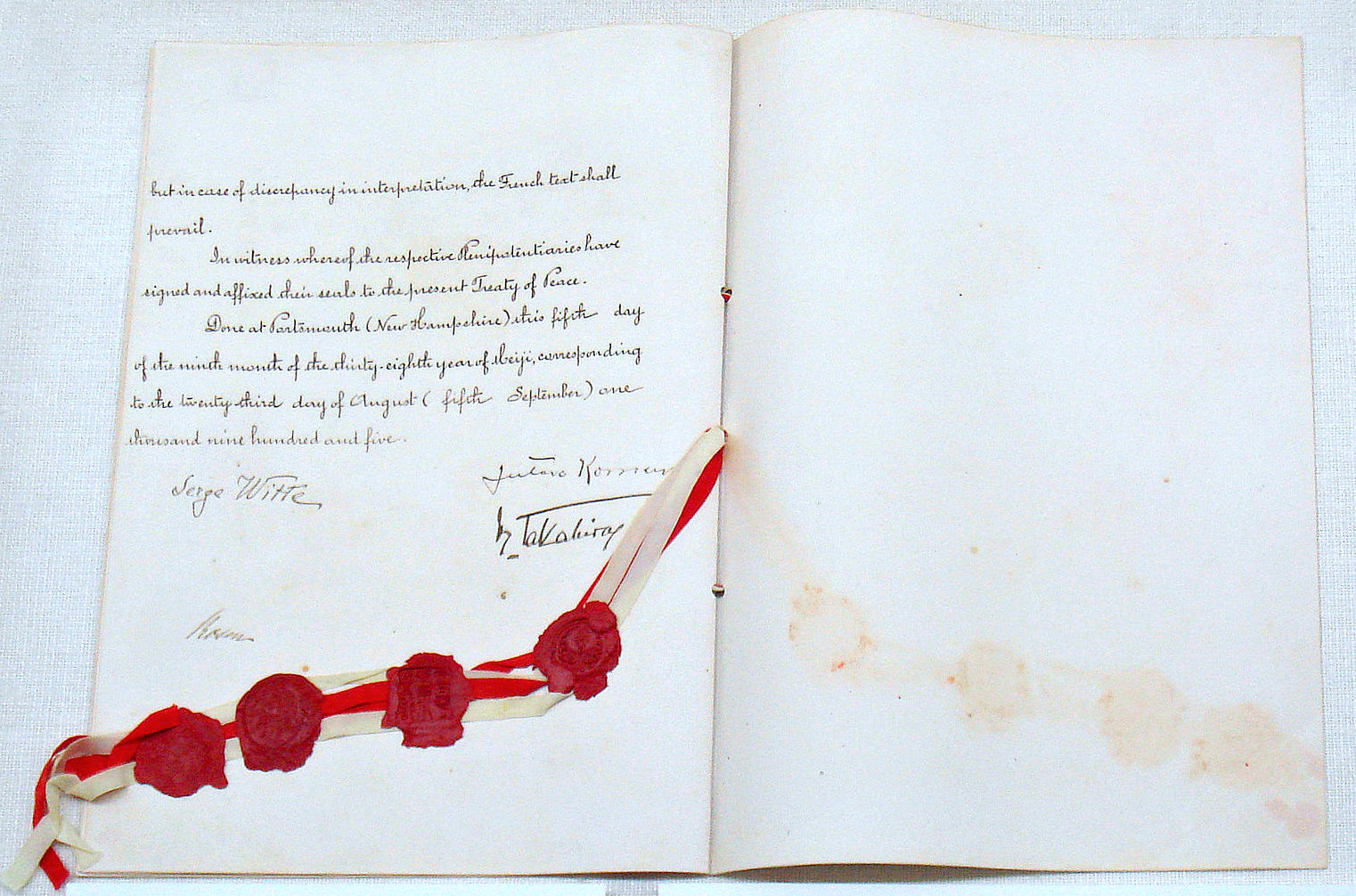
Traité de paix nippo-russe, 5 septembre 1905.